# Намтар
Намтар (также Намтару, или Намтара; что означает «судьба» или «рок») — второстепенное хтоническое божество, бог смерти, или, по другим данным, демон в месопотамской мифологии, посланник верховных богов Ану, Эрешкигаль и Нергала.
Сын Энлиля и Эрешкигаль, Намтар считался ответственным за болезни и вредителей. Было сказано, что он «управлял шестьюдесятью болезнями в форме демонов, которые могли проникать в различные части человеческого тела»; ему делали подношения, чтобы предотвратить эти болезни. Считается, что ассирийцы и вавилоняне переняли образ Намтара у шумеров после того, как завоевали их территории. Для некоторых почитателей Намтар был духом судьбы и поэтому имел весьма большое значение. Судя по мифам, он выполнял данные ему поручения относительно человеческих судеб, и даже мог иметь власть над некоторыми из богов. В других произведениях он рассматривался как олицетворение смерти вообще.
В истории о нисхождении Иштар в подземный мир, выступая в качестве посланника Эрешкигаль, Намтар насылает на Иштар шестьдесят болезней, поразив голову, ноги, бока, глаза и сердце, после того, как она прибыла в подземный мир.
Намтар считается любимым сыном Энлиля, он был женат на богине подземного мира Хушбишаг.